# Dendrophthora amalfiensis
Dendrophthora amalfiensis är en sandelträdsväxtart som beskrevs av J. Kuijt. Dendrophthora amalfiensis ingår i släktet Dendrophthora och familjen sandelträdsväxter. Inga underarter finns listade i Catalogue of Life.